# Marcin Koniusz
Marcin Krzysztof Koniusz (Sosnowiec, 12 de septiembre de 1983) es un deportista polaco que compitió en esgrima, especialista en la modalidad de sable.
Ganó cuatro medallas en el Campeonato Europeo de Esgrima entre los años 2003 y 2005.

## Palmarés internacional
| Campeonato Europeo | Campeonato Europeo     | Campeonato Europeo | Campeonato Europeo |
| Año                | Lugar                  | Medalla            | Prueba             |
| ------------------ | ---------------------- | ------------------ | ------------------ |
| 2003               | Bourges (Francia)      | Medalla de bronce  | Sable por equipos  |
| 2004               | Copenhague (Dinamarca) | Medalla de plata   | Sable individual   |
| 2004               | Copenhague (Dinamarca) | Medalla de plata   | Sable por equipos  |
| 2005               | Zalaegerszeg (Hungría) | Medalla de plata   | Sable por equipos  |